# Not Afraid, Not Afraid
Not Afraid, Not Afraid ist ein Familiendrama von Annette Carducci aus dem Jahr 2001.

## Handlung
Paula ist Psychologin und erfolgreiche Autorin. Sie verfasst Bücher mit Tipps zur Selbsthilfe, konnte jedoch nicht verhindern, dass ihr Ehemann sie nach 28 Jahren verlässt. Um die gescheiterte Beziehung aufzuarbeiten, macht sie sich auf die Suche nach ihren ehemaligen Liebhabern. Mit deren Hilfe will sie ergründen, was in ihrem Leben so alles falsch gelaufen ist. Auf ihrer Selbstfindungsreise entwickelt sich auch eine Freundschaft zu ihrem Enkelsohn Thomas.

## Hintergrund
Die Dreharbeiten fanden in Irland am Strand von Wicklow statt.

## Kritik
Thefilmcatalogue.com meint, mit bissigem Humor zeige der Film einen unsentimentalen Einblick in eine wachsende Freundschaft zwischen Großmutter und Enkelsohn.